# Borgo metropolitano di Rotherham
Rotherham è un borgo metropolitano del South Yorkshire, Inghilterra, Regno Unito, con sede nel nucleo urbano omonimo.
Il distretto fu creato con il Local Government Act 1972, il 1º aprile 1974 dalla fusione del precedente county borough di Rotherham con i distretti urbani di Maltby and Rawmarsh, Swinton e Wath upon Dearne, con il distretto rurale di Rotherham e il distretto rurale di Kiveton Park.

## Località e parrocchie
Le località del distretto includono:
- Anston, Aston, Aughton
- Bramley, Brampton, Brinsworth
- Canklow, Catcliffe
- Dinnington
- Firbeck
- Gildingwells, Greasbrough
- Harthill, Hellaby, Herringthorpe
- Kimberworth, Kimberworth Park, Kiveton Park
- Laughton-en-le-Morthen, Letwell
- Maltby, Manvers, Morthen
- Parkgate
- Ravenfield, Rawmarsh, Ryecroft
- Swallownest, Swinton
- Templeborough, Thorpe Hesley, Thorpe Salvin, Thrybergh, Thurcroft, Todwick, Treeton
- Ulley
- Wales, Wath-upon-Dearne, Wentworth, West Melton, Whiston, Wickersley, Woodsetts

Le parrocchie sono:
- Aston cum Aughton
- Bramley
- Brampton Bierlow
- Brinsworth
- Catcliffe
- Dalton
- Dinnington St. John's
- Firbeck
- Gildingwells
- Harthill with Woodall
- Hooton Levitt
- Hooton Roberts
- Laughton-en-le-Morthen
- Letwell
- Maltby
- North and South Anston
- Orgreave
- Ravenfield
- Thorpe Salvin
- Thrybergh
- Thurcroft
- Todwick
- Treeton
- Ulley
- Wales
- Wentworth
- Whiston
- Wickersley
- Woodsetts